# Memoiren einer Schnecke
Memoiren einer Schnecke (in Österreich und der Schweiz sowie im Original Memoir of a Snail) ist ein Stop-Motion-Animationsfilm von Adam Elliot. Das Filmdrama mit Eric Bana, Sarah Snook, Kodi Smit-McPhee, Dominique Pinon, Jacki Weaver und Nick Cave als Originalsprecher ist eine australische Produktion und feierte im Juni 2024 beim Festival d’Animation Annecy seine Premiere, wo er als bester Langfilm ausgezeichnet wurde. Im Oktober 2024 kam Memoir of a Snail in die australischen und US-amerikanischen Kinos. Der Kinostart war in der deutschsprachigen Schweiz Ende 2024, in Österreich Anfang 2025 und ist in Deutschland für Mitte 2025 geplant. Im Rahmen der Oscarverleihung 2025 wurde der Film als bester animierter Spielfilm nominiert.

## Handlung
In den 1970er Jahren in Australien. Grace Pudel ist eine einsame Außenseiterin und liebt Bücher. Besonders gerne liest sie Liebesromane. Außerdem mag sie Meerschweinchen und hat eine besondere Vorliebe für Schnecken. Sie und ihr Zwillingsbruder Gilbert leben bei ihrem querschnittgelähmten Vater Percy. Der abgehalfterte Künstler ist nach dem Tod der Mutter dem Alkoholismus verfallen.
Als ihr Vater einer Schlafapnoe erliegt, passiert das, was die Geschwister immer am meisten gefürchtet haben. Niemand will die Zwillinge zusammen adoptieren. Daher werden Grace und Gilbert vom Jugendamt getrennt. Sie werden in unterschiedlichen Pflegefamilien in verschiedenen Staaten untergebracht, Grace in einem Vorort von Canberra bei dem kinderlosen Paar Ian und Narelle. Sie verliert sich mehr und mehr in ihrer immer größer werdenden Schneckensammlung. Gilbert hingegen, der von einer Familie religiöser Fanatiker adoptiert wurde, versinkt in Depressionen und Wut über seine Situation. Die beiden Kinder bleiben mittels Briefen miteinander in Kontakt und versprechen sich darin, so schnell wie möglich wieder zueinander zu finden.

## Produktion
Regie führte der Oscar-Preisträger Adam Elliot, der auch das Drehbuch schrieb. Memoiren einer Schnecke ist der zweite Langfilm des Australiers nach Mary & Max – oder: Schrumpfen Schafe, wenn es regnet? von 2009. Seinen Oscar erhielt Elliot 2004 für den animierten Kurzfilm Harvie Krumpet.
Die im Jahr 2022 bei den Golden Globe Awards für ihre Rolle in der Fernsehserie Succession als beste Nebendarstellerin ausgezeichnete Schauspielerin Sarah Snook leiht im Original Grace Pudel ihre Stimme und Kodi Smit-McPhee ihrem Zwillingsbruder Gilbert. Dominique Pinon spricht ihren Vater Percy. Neben ihnen zählen Magda Szubanski, Jacki Weaver und Eric Bana zu den Sprechern. Letzterer wirkte bereits in Mary & Max mit. Auch der Regisseur selbst fungierte als Sprecher und leiht in Memoiren einer Schnecke Denise Floyd seine Stimme.
Mit Kameramann Gerald Thompson arbeitete Elliot bereits für Mary & Max zusammen.
Die Musik für den Film steuerte die usbekisch-australische Komponistin Elena Kats-Chernin bei. Die Aufnahme entstand gemeinsam mit dem Australian Chamber Orchestra. Das Soundtrack-Album mit insgesamt 42 Musikstücken wurde Mitte Oktober 2024 von ABC Classic als Download veröffentlicht.
Die deutsche Synchronisation entstand nach einem Dialogbuch von Gabi Voussem und der Dialogregie von Stefan Kaiser im Auftrag der Think Global Media GmbH in Düsseldorf.
| Rolle                   | Originalsprecher | Deutsche Stimme    |
| ----------------------- | ---------------- | ------------------ |
| Gilbert Pudel           | Kodi Smit-McPhee | Konrad Bösherz     |
| Gilbert Pudel (jung)    | Mason Litsos     | Harrison Duffy     |
| Grace Pudel             | Sarah Snook      | Luisa Wietzorek    |
| Grace Pudel (jung)      | Charlotte Belsey | Luisa Wietzorek    |
| Grace Pudel (Kind)      | Agnes Davison    | Luisa Wietzorek    |
| Ian                     | Paul Capsis      | Stefan Kaiser      |
| James, der Magistrat    | Eric Bana        | Harald Effenberg   |
| Ken                     | Tony Armstrong   | François Smesny    |
| Narelle                 | Paul Capsis      | Carmen Katt        |
| Owen Appleby            | Bernie Clifford  | Gerald Schaale     |
| Pinky                   | Jacki Weaver     | Luise Lunow        |
| Ruth Appleby            | Magda Szubanski  | Anna Dramski       |
| Sylvia                  | David Williams   | Jenny van der Wall |
| Sperma-Krankenschwester | Jub Clerc        | Jenny van der Wall |

Die Premiere von Memoiren einer Schnecke fand am 10. Juni 2024 beim Festival d’Animation Annecy statt, wo Elliot im Juni 2003 bereits Harvie Krumpet vorstellte. Ende August, Anfang September 2024 erfolgten Vorstellungen beim Telluride Film Festival. Im September 2024 wurde der Film beim San Sebastian International Film Festival, beim Nashville Film Festival, beim Fantastic Fest und beim Slash Filmfestival gezeigt. Im Oktober 2024 wurde der Film beim Sitges Film Festival, beim Hamptons International Film Festival, beim London Film Festival und beim Zurich Film Festival gezeigt. Der Kinostart in Australien war am 17. Oktober 2024. Am 25. Oktober 2024 kam der Film in ausgewählte US-Kinos. Dort erhielt der Film von der MPAA ein R-Rating, was einer Freigabe ab 17 Jahren entspricht. Ende Oktober, Anfang November 2024 wurde der Film beim Savannah Film Festival gezeigt. Am 26. Dezember 2024 startete Memoir of a Snail in den Deutschschweizer Kinos, am 24. Jänner in Österreich. Im Mai 2025 wird Memoir of a Snail bei den Fantasy Filmfest Nights gezeigt. Der Kinostart in Deutschland unter dem Titel Memoiren einer Schnecke ist am 24. Juli 2025 geplant. Den internationalen Vertrieb übernahm Charades.

## Rezeption

### Kritiken
Von den bei Rotten Tomatoes aufgeführten Kritiken sind 95 Prozent positiv bei einer durchschnittlichen Bewertung mit 8,2 von 10 möglichen Punkten, womit er aus den 25. Annual Golden Tomato Awards als Viertplatzierter unter den Animationsfilmen des Jahres 2024 hervorging.  Bei Metacritic erhielt der Film einen Metascore von 81 von 100 möglichen Punkten.

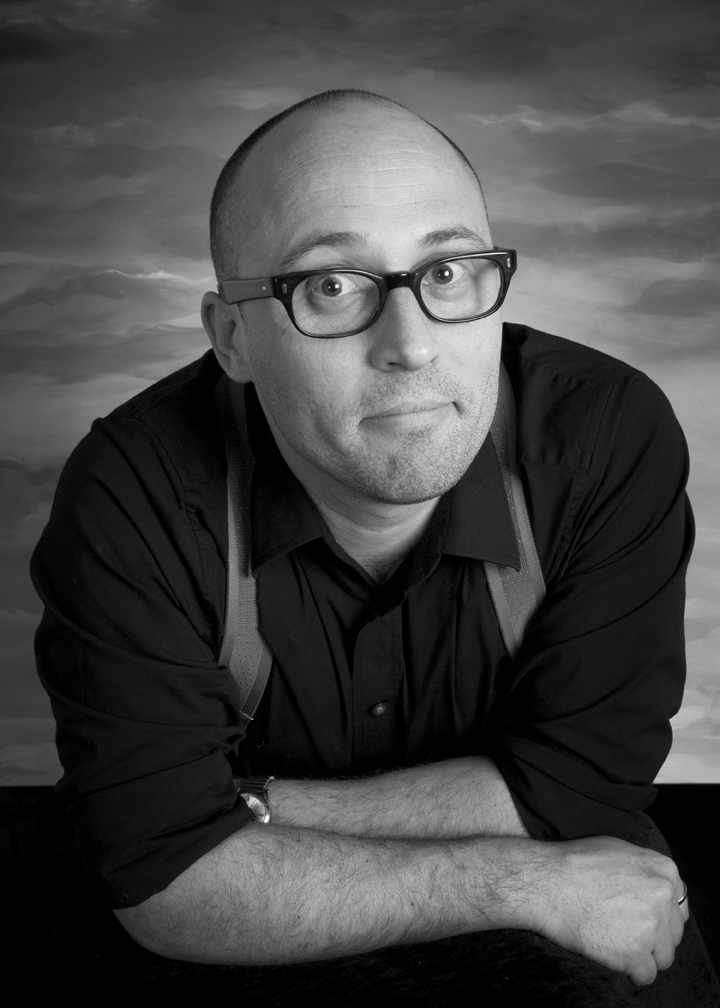
Regisseur Adam Elliot

Wendy Ide schreibt in ihrer Kritik für screendaily.com, Adam Elliot habe, auch wenn die Geschichte sich auf dem Papier düster anhören möge – wie eine Tragikomödie, bei der die Betonung eindeutig auf der tragischen Seite der Dinge liege –, als ein Meister des Galgenhumors einen Film erschaffen, der gleichermaßen urkomisch wie herzzerreißend sei, und das oft in derselben Szene.
Julia Pogatetz schreibt in ihrer Kritik für uncut.at, der aufwendige Schaffensprozess habe sich in jedem Fall gelohnt. Adam Elliot habe eine homogene, dreidimensionale Welt voller schrulliger Charaktere erschaffen, die trotz ihrer beinahe kruden Gestaltung Wärme und Sympathie ausstrahlten. Obwohl der Film thematisch sehr bedrückende Themen wie Depressionen, Einsamkeit, Homophobie und Tod erörtere, seien es die vielen humoristischen Momente, die Memoir of a Snail seine Einzigartigkeit gäben und ebenso herzerwärmend wie herzzerreißend machten. Selbst wenn einen das Leben nicht so hart bestraft habe wie Protagonistin Grace, falle es Zuschauern leicht, sich auf emotionaler Ebene in ihre Situation hineinzuversetzen. Ihre scheinbare Ohnmacht, sich aus ihrem selbst geschaffenen Käfig befreien zu können, sei ein zutiefst menschliches Problem. Schlussendlich sei eine der Kernaussagen des Films, dass es nie zu spät ist, sich seinen Problemen zu stellen und neu anzufangen. So sei Memoir of a Snail ein Film zum Lachen, Weinen und Hoffen.

### Auszeichnungen
AACTA Awards 2025
- Nominierung als Bester Film
- Nominierung für die Beste Regie (Adam Elliot)
- Nominierung für das Beste Drehbuch (Adam Elliot)
- Nominierung als Beste Hauptdarstellerin (Sarah Snook)
- Nominierung als Bester Hauptdarsteller (Kodi Smit-McPhee)
- Nominierung als Beste Nebendarstellerin (Jacki Weaver)
- Nominierung für die Beste Kamera (Gerald Thompson)
- Nominierung für den Besten Filmschnitt (Bill Murphy)
- Nominierung für die Beste Filmmusik (Elena Kats-Chernin)
- Nominierung für das Beste Szenenbild (Adam Elliot)
- Nominierung für den Besten Ton (David Williams, Andy Wright, Lee Yee und Dylan Burgess)[28]

Annie Awards 2025
- Nominierung als Bester Independent-Film
- Nominierung für das Beste Drehbuch (Adam Elliot)[29]

Astra Film Awards 2024
- Nominierung als Bester Animationsfilm[30]

Critics’ Choice Movie Awards 2025
- Nominierung als Bester Animationsfilm[31]

Festival d’Animation Annecy 2024
- Auszeichnung mit dem Cristal du long métrage[32]

Golden Globe Awards 2025
- Nominierung als Bester Animationsfilm

Göteborg Film Festival 2025
- Auszeichnung als Bester internationaler Film[33]

London Critics’ Circle Film Awards 2025
- Nominierung als Bester Animationsfilm[34]

London Film Festival 2024
- Auszeichnung als Bester Film im Wettbewerb[35]

Online Film Critics Society Awards 2025
- Nominierung als Bester Animationsfilm[36]

Oscarverleihung 2025
- Nominierung als Bester animierter Spielfilm

San Sebastian International Film Festival 2024
- Nominierung in der Sektion Perlak[10]

São Paulo International Film Festival 2024
- Auszeichnung der Jury für die Beste Regie (Adam Elliot)[37]

Satellite Awards 2025
- Nominierung als Bester Animationsfilm[38]

Sitges Film Festival 2024
- Auszeichnung als Bester animierter Spielfilm[39]

Slash Filmfestival 2024
- Auszeichnung der Gen-Jugendjury